# Naidăș
Naidăș é uma comuna romena localizada no distrito de Caraș-Severin, na região de Banato. A comuna possui uma área de 41.57 km² e sua população era de 1178 habitantes segundo o censo de 2007.